# Śródtułów
Śródtułów (łac. mesothorax) – drugi, środkowy segment tułowia sześcionogów. Osadzona jest na nim druga para odnóży, a u większości owadów uskrzydlonych także pierwsza para skrzydeł. Płytka grzbietowa śródtułowia to śródplecze (mesotergum, mesonotum), płytki boczne to mezopleury (mesopleurum), zaś płytka brzuszna to śródpiersie (mesosternum). U owadów uskrzydlonych śródtułów ulega różnym modyfikacjom, budując wraz z zatułowiem skrzydłotułów.